# Rue de la Grande-Armée
La rue de la Grande-Armée est une voie marseillaise.

## Situation et accès
Cette voie en ligne droite, de 165 mètres de long pour 10 mètres de large, située dans le 1er arrondissement de Marseille débute sur le square Stalingrad au croisement avec le cours Joseph-Thierry. Elle entame une montée jusqu'au carrefour avec le boulevard de la Liberté et la rue Flégier où elle se termine, non loin de la gare de Marseille-Saint-Charles.

## Origine du nom
La rue doit son nom à la Grande Armée, qui a fait toutes les campagnes du Premier Empire.

## Historique
La dénomination actuelle est actée par délibération du Conseil municipal du 8 avril 1808.
La rue est classée dans la voirie de Marseille par arrêté municipal du 28 avril 1855.

## Bâtiments remarquables et lieux de mémoire
- Au no 23 se trouve l'église de la Dormition-de-la-Mère-de-Dieu de Marseille.